# Pukhrayan
Pukhrayan est une ville d'Inde, située dans l'État de l'Uttar Pradesh, à une cinquantaine de kilomètres au sud-ouest de Kanpur.

## Géographie
Pukhrayan se trouve à environ 7 km des rives de la Yamuna, un affluent du Gange.

## Histoire
Le 20 novembre 2016, la ville a été le théâtre d'un accident ferroviaire qui fit plus de 150 morts et près de 200 blessés.